# Rollegem
Rollegem é uma vila e deelgemeente do município belga de Courtrai, província de Flandres Ocidental.
Em 2006, tinha 2.766 habitantes e uma área de 8,47 km².

Situação de Rollegem, no município de Courtrai e na Bélgica